# Anisarthrocera
Anisarthrocera is een geslacht van kevers uit de familie oliekevers (Meloidae).
Het geslacht is voor het eerst wetenschappelijk beschreven in 1896 door Semenov.

## Soorten
Het geslacht omvat de volgende soort:
- Anisarthrocera batesi (Marseul, 1872)